# 中黄
中黄 (ちゅうき) とはカラー印刷用のイエローインクに由来する、純粋な黄色。JISの色彩規格では「明るい緑みの黄」と大雑把に位置付けてある。

## 概要
カラー印刷ではシアン、マゼンタ、イエロー、ブラックの4色のインクを使って、多くの色を再現するが、デザイナーはそれぞれの色を何％ずつ組み合わせるかを考えて目指す色をつくり出す。黄色系統の色を出す場合、イエロー100％だけということはあまりなく、マゼンタを少しでも組み合わせる（黄色に少しでも赤みを加える）のが通常の方法。中黄はJISの色彩規格ではイエロー100％にマゼンタを約5％加えた色としている。